# 壮医学
壮族传统医学，简称壮医学，是流傳在壮族聚居地方的一種傳統醫學，是壮族医药学理论和治疗方法所形成的民族醫學。 

## 院校
广西中医药大学壮医药学院